# Макарово (Ненашкинское сельское поселение)
Макарово — деревня в Клепиковском районе Рязанской области. Входит в состав Ненашкинского сельского поселения.

## География
Находится в северной части Рязанской области на расстоянии приблизительно 8 км на северо-запад по прямой от районного центра города Спас-Клепики.

## История
В 1897 году здесь (тогда деревня Егорьевского уезда Рязанской губернии) было учтено 17 дворов.

## Население
Численность населения: 134 человека (1897 год), 0 в 2002 году, 18 в 2010.